# Étupes
Étupes je naselje in občina v francoskem departmaju Doubs regije Franche-Comté. Leta 2006 je naselje imelo 3.284 prebivalcev.

## Geografija
Kraj leži v pokrajini Franche-Comté 6 km vzhodno od središča Montbéliarda.

## Uprava
Étupes je sedež istoimenskega kantona, v katerega so poleg njegove vključene še občine Allenjoie, Badevel, Brognard, Dambenois, Dampierre-les-Bois, Exincourt in Fesches-le-Châtel s 13.103 prebivalci.
Kanton Étupes je sestavni del okrožja Montbéliard.
1. ↑  »Populations légales 2016«. Nacionalni inštitut za statistične in gospodarske raziskave. Pridobljeno 25. aprila 2019.